# Margbensonia chinense
Margbensonia chinense là một loài thực vật hạt trần trong họ Podocarpaceae. Loài này được A.E. Bobrov & Melikyan mô tả khoa học đầu tiên năm 1998.